# 松岡千晶
松岡 千晶（まつおか ちあき、1991年1月21日 - ）は、日本プロ麻雀連盟に所属する女流プロ雀士。東京都大田区出身。愛称は「ちーぼー」。同団体内での段位は四段（2022年10月現在）。

## 略歴
- 中学2年生の頃から麻雀を始め[5]、高校時代にはゲームセンターで麻雀格闘倶楽部をプレーするなど、学生時代から麻雀に親しんでいた。
- 2012年4月、日本プロ麻雀連盟28期生としてプロデビュー。
- 2013年、竹書房が主催する「麻雀最強戦2013」の「最強戦ガールズ」に石田亜沙己と共に選ばれた[6]。
- 2014年12月17日稼動開始の『麻雀格闘倶楽部 彩の華』で新規参戦[7]。
- 2022年7月八丈島に移住[8]。2023年2月11日に日本プロ麻雀協会所属のノリヒト（多賀徳仁）と結婚した[9]。

## 人物
- 好きな役はリーチ、混一色[10]。
- 好きな牌は索子の7。
- プロとしてのライバルは山脇千文美、尊敬しているのは魚谷侑未、石田亜沙己[11]。
- 弟はLeague of Legendsの元プロゲーマーのThintoN[12]。

## 参照
1. ↑  松岡千晶. “松岡千晶@八丈島に移住しました@chibooovv”.   Twitter. 2022年10月2日閲覧。
2. ↑  松岡千晶 (2022年6月11日). “自己紹介”. 麻雀プロ八丈島物語. 2022年10月2日閲覧。
3. ↑  “松岡千晶プロ”.   麻雀CABO. 2022年10月2日閲覧。
4. ↑  “松岡 千晶 (まつおか ちあき)”. 龍龍.   MNS (2022年6月26日). 2022年10月2日閲覧。
5. ↑  麻雀最強戦2013　松岡千晶プロ　インタビュー
6. ↑  最強戦ガールズ
7. ↑  参戦プロ雀士紹介eAMUSEMENTサイト 麻雀格闘倶楽部 GRAND MASTER、2019年5月15日閲覧。
8. ↑  “自己紹介”. 麻雀プロの八丈島物語 (2022年7月3日). 2022年9月17日閲覧。
9. ↑  “結婚したことについて”. 麻雀プロの八丈島物語 (2023年2月12日). 2025年2月15日閲覧。
10. ↑  松岡千晶 (2016年8月19日). “好きな手役は何ですか？”. 2020年5月2日時点のオリジナルよりアーカイブ。2020年5月2日閲覧。
11. ↑  松岡千晶 (2015年2月2日). “ライバル、尊敬してる人”. 2020年5月2日時点のオリジナルよりアーカイブ。2020年5月2日閲覧。
12. ↑  松岡千晶 [@chibooovv] (2018年2月27日). "そして". X（旧Twitter）より2022年9月17日閲覧。